# (321484) Marsaalam
(321484) Marsaalam est un astéroïde de la ceinture principale.

## Description
(321484) Marsaalam est un astéroïde de la ceinture principale. Il fut découvert par Timur V. Kryachko le 17 septembre 2009 à Zelenchukskaya. Il présente une orbite caractérisée par un demi-grand axe de 3,13 UA, une excentricité de 0,115 et une inclinaison de 15,32° par rapport à l'écliptique.
Il fut nommé d'après la ville égyptienne de Marsa Alam, située sur les bords de la mer Rouge.

## Compléments